# Ветерн
Ветерн (на шведски: Vättern) е второто по големина езеро в Швеция (ленове Йоребру, Йостелйотланд, Йоншьопинг и Вестра Йоталанд) след най-голямото шведско езеро Венерн. Площ 1886 km², обем 77,6 km³, средна дълбочина 40 m, максимална 119 m.
Етимологията на името Ветерн е обект на дискусия, като се счита, че може да произлиза от шведската дума за вода (vatten) или алтернативно от друга шведска дума (vätter), която означава горски или езерен дух.

## Географско характеристика

### Географски показатели
Езерото Ветерн е разположено в южната част на Швеция, съответно северният бряг е в южната част на лен Йоребру, източният – в западната част на лен Йостелйотланд, южният – в северната част на лен Йоншьопинг, а западният – в източната част на лен Вестра Йоталанд. Има удължена форма с дължина от север-североизток на юг-югозапад 129 km и максимална ширина от запад на изток до 28 km. То заема дълбока тектонска котловина – грабен, удълбана от плейстоценските ледници. Бреговете му с дължина 550 km са скалисти, високи (особено източните) и стръмни, но слабо разчленени. Дъното му също е предимно скалисто. В него са разположени няколко острова, като най-големият Висингсьо се намира в южната му част. Средна дълбочина 40 m, а максимална – 119 m, разположена в най-южната му част.

### Водосборен басейн
Водосборният басейн на Ветерн е с площ 4503 km² и в сравнение с повечето големи шведски езера е малък и реките, вливащи се в него, са малки и къси – най-голяма е Хускварнаон, вливаща се в южната му част. От източната му част при град Мутала изтича река Муталастрьом, протичаща през езерата Роксен и Глан и вливаща се в Балтийско море.

### Хидроложки показатели
Езерото Ветерн е разположено на 88 m н.в. и има предимно подземно подхранване, като водата му е прозрачна и студена – средна температура през месец юли 6 – 7°С. Колебанията на водното му ниво през годината са незначителни и плавни (до 1 m), с малко по-високо ниво през лятото. В него често се наблюдава силно вълнение и сейши, вследствие на което замръзва късно – към месец февруари, а в по-широката си част – не всяка година.

## Стопанско значение, селища
Ветерн се явява част от вътрешния воден път на Швеция, съединяващ столицата Стокхолм на изток и Гьотеборг на запад чрез плавателния Гьота канал и система от езера (Венерн, Бурен, Роксен и др.). Осъществява се транспортно и туристическо корабоплаване. Ветерн е известно с отличното качество на водата си. Много от околните общини използват водата на езерото за пиене, с минимална обработка. Предполага се, че Ветерн е най-голямото естествено хранилище на питейна вода в света. В средата на юни всяка година се провежда колоездачна обиколка на езерото (Vättern Runt), започваща и завършваща в Мутала. В нея в продължение на около 300 km се състезават над 15 хиляди души.
В най-южната му точка се намира град Йоншьопинг, а в най-северната – град Аскершунд. Други по-важни градове, разположени край бреговете му, са Мутала, Хускварна, Вадстена, Грена, Ю, Карлсбори.